# Каспарс Даугавіньш
Каспарс Даугавіньш (латис. Kaspars Daugaviņš; 18 травня 1988, Рига, Латвійська РСР, СРСР) — латвійський хокеїст, центральний нападник. Виступає за «Женева-Серветт» у Національній лізі А.

## Клубна кар'єра
На молодіжному рівні виступав за команди «Рига 2000», «Призма» (Рига) і ЦСКА-2 (Москва). В сімнадцять років став гравцем основного складу клубу «Рига 2000», яка змагалася у відкритому чемпіонаті Білорусі. У підсумку команда посіла третє місце, а Каспарс Даугавіньш провів 45 матчів (набрав 15 очок).
На драфті Національної хокейної ліги 2006 року був обраний у третьому раунді клубом «Оттава Сенаторс». Відразу переїхав до Північної Америки. Протягом п'яти років грав за фарм-клуб «Бінгхемптон Сенаторс», який виступає в Американській хокейній лізі. В сезоні 2010/11 команда перемогла у кубку Колдера — аналога кубка Стенлі для АХЛ.
Наступного сезону став гравцем «Оттави Сенаторс», провів у лізі понад 60 матчів. Під час локауту виступав за ризьке «Динамо». У другій половині сезону повернувся до «Оттави», а згодом став гравцем «Бостон Брюїнс». В НХЛ провів 98 матчів, закинув 6 шайб, зробив 9 результативних передач.
Влітку 2013 року перейшов до клубу «Женева-Серветт», а вже у грудні здобув з швейцарською командою кубок Шпенглера. У фіналі був переможений московський ЦСКА (5:3), а Даугавіньш забив одну з шайб у ворота суперників.

## Виступи у збірній
В п'ятнадцать років дебютував за юніорську збірну Латвії. Виступав на трьох чемпіонатах світу серед юніорів і двох — серед молодіжних команд.
Захищав кольори національної збірної на двох Олімпіадах (2010, 2014). Брав участь у п'яти чемпіонатах світу: 2006, 2007, 2008, 2010, 2012.

## Досягнення
- Володар кубка Колдера (1): 2011
- Володар кубка Шпенглера (1): 2013
- Бронзовий призер чемпіонату світу (1): 2023

## Галерея

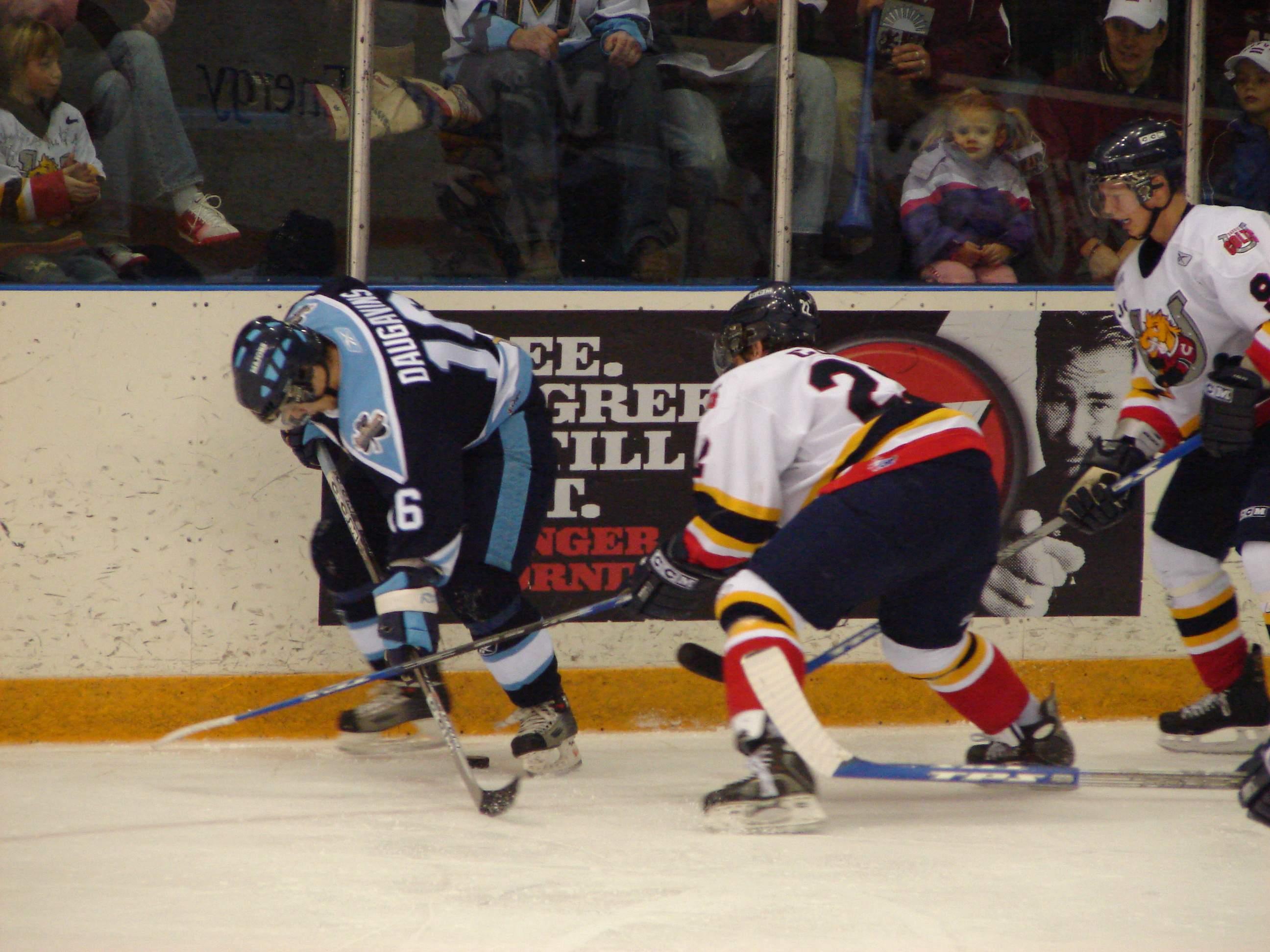
Каспарс Даугавіньш (2006 рік)
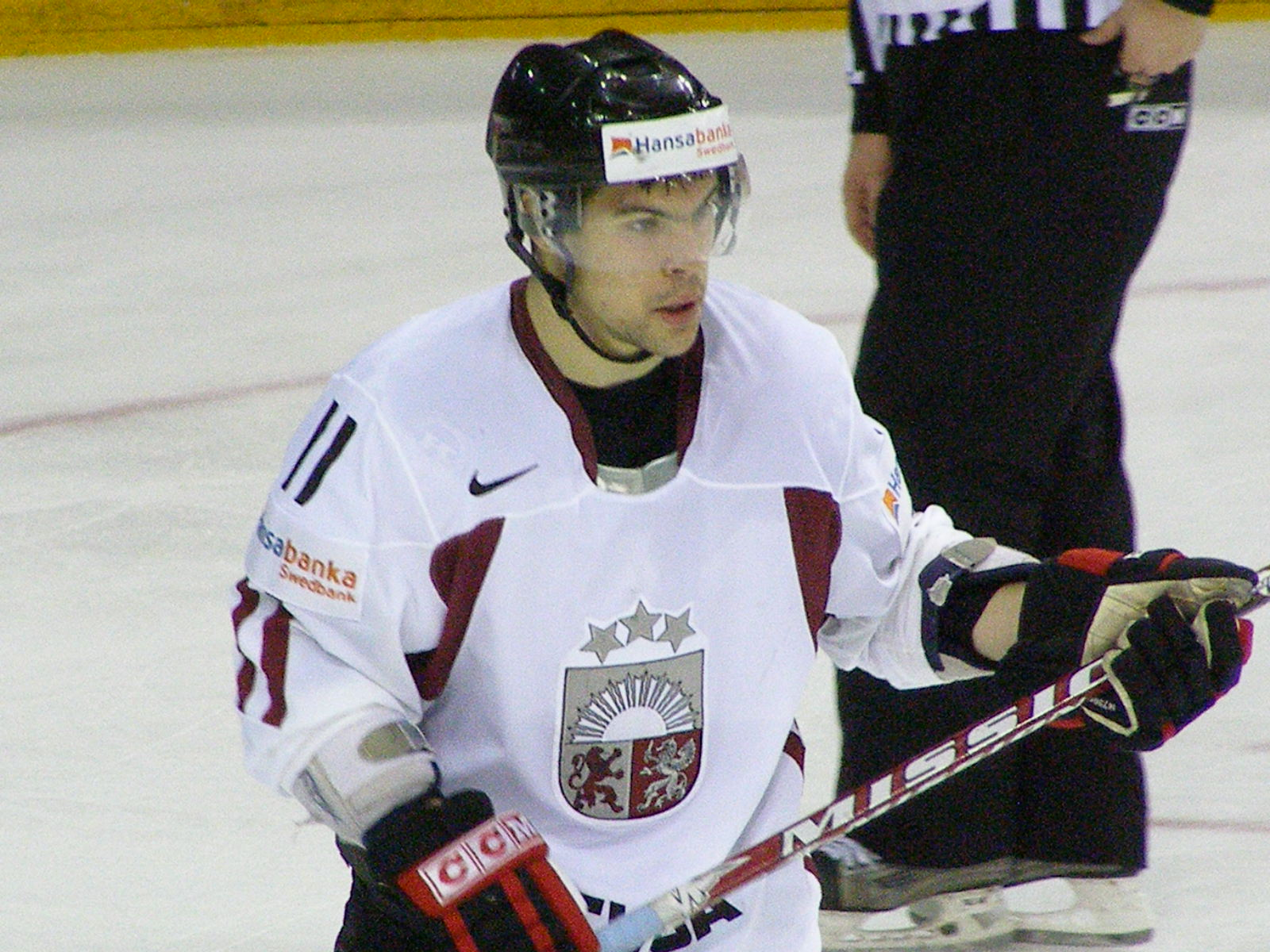
Каспарс Даугавіньш (2008 рік)
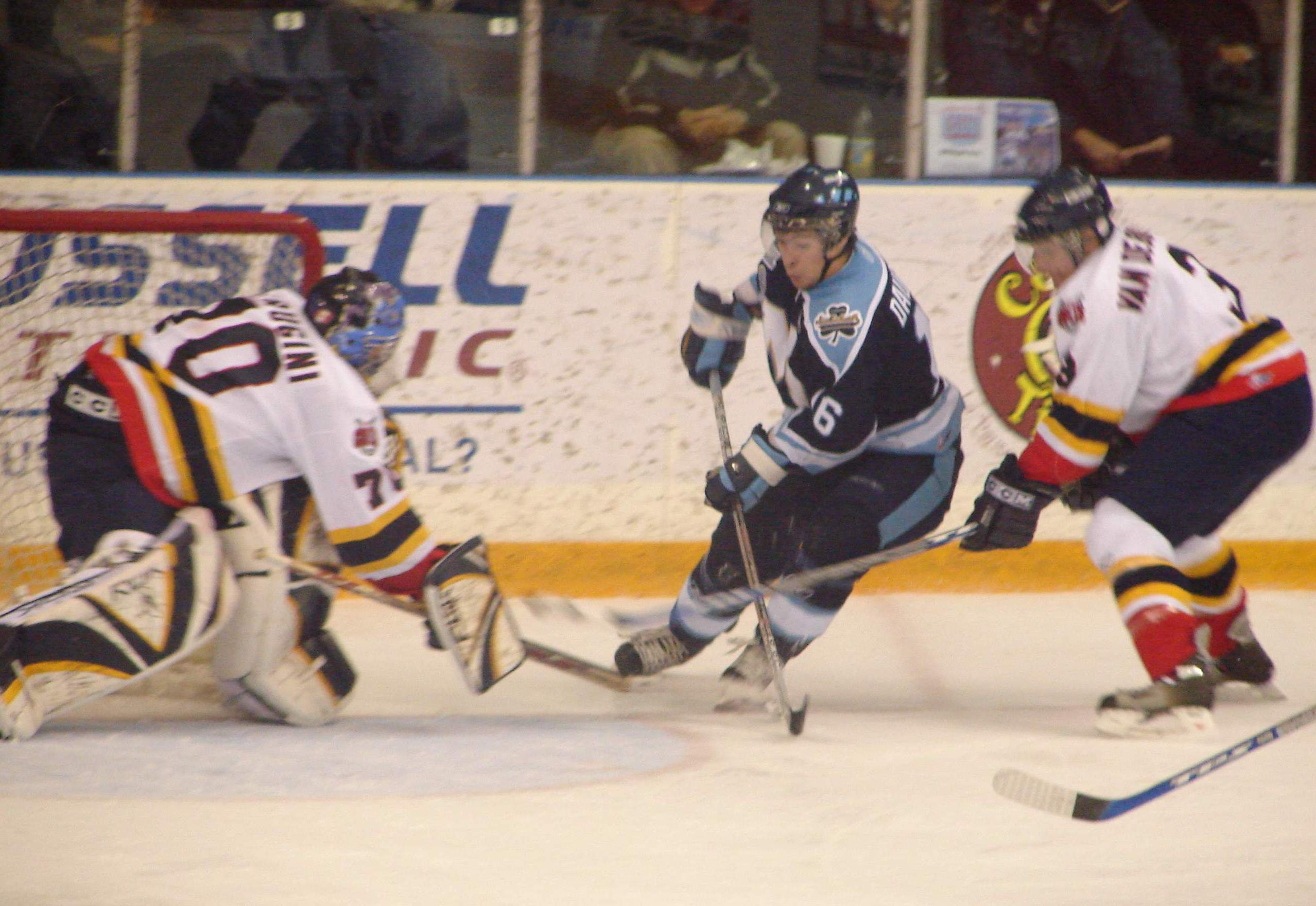
Між двох суперників